# Daniel Schönauer
→Daniel Schönauer (* 9. Mai 1975 in Tegernsee) ist ein deutscher Kameramann.
Schönauer studierte ab 1996 an der Hochschule für Fernsehen und Film München. Seit 2005 ist er als Kameramann für Dokumentar- und Spielfilm tätig. Er begleitete Jörg Adolph bei seinen Produktionen Elternschule und Vogelperspektiven.

## Filmografie (Auswahl)
- 2005: Die Höhle des gelben Hundes
- 2007: Der rote Teppich
- 2008: Mit sechzehn bin ich weg (Kurzfilm)
- 2011: Amok (Kurzfilm)
- 2014: Que caramba es la vida
- 2014: About a Girl
- 2018: Elternschule (Dokumentarfilm)
- 2023: Vogelperspektiven (Dokumentarfilm)
- 2023: Im Land der Wölfe (Dokumentarfilm)
- 2023: Ewald Lienen – eine griechische Tragödie (Dokumentarfilm)
- 2025: Filmstunde_23 (Dokumentarfilm)